# César Moro
Alfredo Quíspez-Asín Mas (Lima, 19 de agosto de 1903-Lima, 10 de enero de 1956), conocido como César Moro, fue un poeta y pintor surrealista peruano. Tras una formación autodidacta firmó su primer trabajo, un dibujo modernista, en 1921 como "César Moro", nombre escogido por él (al parecer encontrado en una novela de Ramón Gómez de la Serna) y con el cual a partir de ese momento se movería por el mundo. Gran parte de su poesía está escrita en francés, durante su largo período de estancia en París. En ella se relacionó con la plana mayor del surrealismo francés, como André Breton y Paul Éluard.

## Biografía
Nacido en Lima, era hijo de Jesús Quíspez Asín y María Elvira Mas Puch. Su padre, un acomodado médico natural de Ica, falleció tempranamente a causa de la enfermedad de Bright en 1908, dejando a su madre a cargo de él y sus dos hermanos, uno de ellos el futuro pintor Carlos Quíspez-Asín.

Estudió en el Colegio de La Inmaculada de los jesuitas y, durante su juventud, adoptó el nombre César Moro a partir de un personaje del relato Reverte I, escrito por Ramón Gómez de la Serna. Sobre esto, André Coyné, quien fue amigo cercano y amante del poeta, dijo:
Lo más común es que uno acepte el nombre con que ha nacido. Habrá quien piense que lo que determinó a Moro para quitarse el Quíspez-Asín fue que ya estaba Carlos que podía hacer sonar el apellido. Pero no; se trataba de algo más profundo. No bien empezó a sentirse dueño de una vocación, aunque mucho dudó de su sentido, empezó también a sentir la contrariedad que existía entre la misma y el nombre todo —nombre de pila y apellido— que familiarmente asumía.

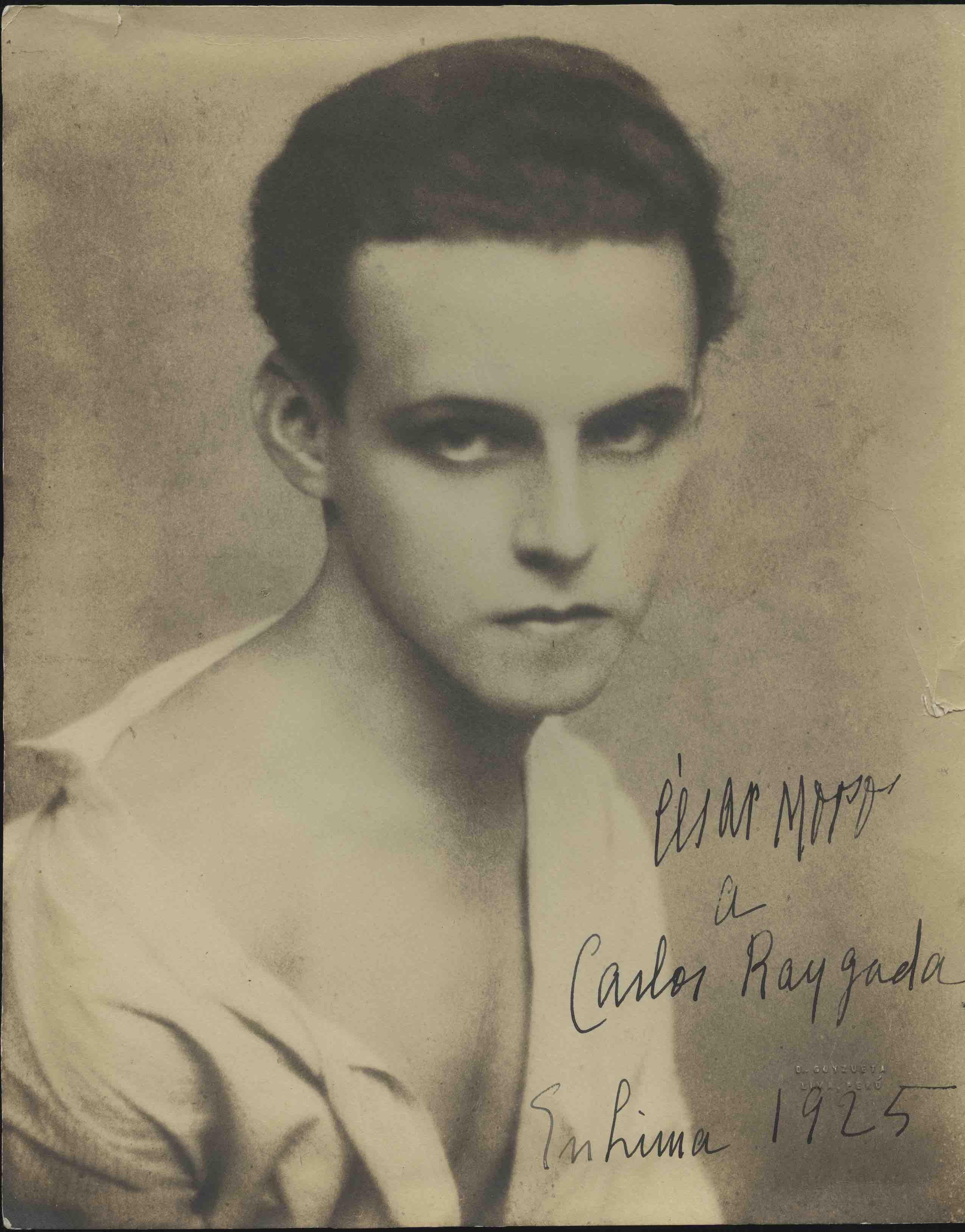
Fotografía dedicada a Carlos Raygada

Junto con la adopción de un nuevo nombre, Moro optó por realizar diversos cambios en su vida. En 1925, viajó a París, donde probó distintas disciplinas artísticas durante esa etapa, asistió a clases de danza en la Academia de Ballet, actividad que terminó abandonando por motivos de salud, además de la pintura y la poesía. En 1926, presentó su primera muestra pictórica y, en 1927, la segunda, ambas acogidas favorablemente por la crítica.
En 1928, ingresó en el surrealismo y empezó a escribir poemas en francés. En el periodo comprendido entre 1928 y 1934, continuó con sus actividades europeas en el ámbito de la pintura pero, sobre todo, en el de la poesía (Ces poèmes) y regresó a Lima a finales de 1933. En 1935, organizó con el poeta peruano Emilio Adolfo Westphalen la primera exposición surrealista de América Latina, en la Academia Alcedo de Lima. Participó en ella, además del propio Moro, los chilenos Jaime Dvor, Waldo Parraguez, Gabriela Rivadeneira, Carlos Sotomayor y María Valencia, que ya habían realizado en su país, en 1933, una exposición de arte abstracto. A partir de esta exposición, protagonizó una polémica, quizás la más feroz de la Vanguardia, contra el poeta chileno Vicente Huidobro, a quien acusó de "plagiario", "imitador de Pierre Reverdy" y "literato hambriento de gloria". 

En 1938, y por motivos políticos, (él, junto con Moreno Jimeno y Westphalen hicieron el boletín CADRE, de amigos de la República Española) Moro abandonó su país y se refugió en México donde permaneció diez años en los que siguió con sus actividades tanto pictóricas como poéticas. Durante su estadía en México, sostuvo una relación con un joven militar de nombre Antonio Acosta, quien inspiró el poema titulado ANTONIO es Dios y la que fue su obra más conocida: La tortuga ecuestre, titulada de esa manera debido a la predilección del autor por estos animales. Posterior a su deceso, se publicó un número de cartas escritas por el autor, varias de ellas dirigidas a Antonio.
Estoy libre de deseo. Vivo al interior de él y siendo él ya no sufro de él. Ya no es múltiple en los fines, si polifacético en el deseo. Ya no vivo sino en el deseo. Desearte es ver todos los árboles y el cielo, el agua y el aire en ti. Mi vida se ha hecho simple, clara, ardiente, limpia. ¡Ay! ¡Si yo no amara! Sería la guerra de cien años de mi ida. Los frentes dispersos. Ahora la batalla es una, uno su fragor. Te puedo dar todos los nombres: cielo, vida, alfabeto, aire que respiro. Si todo eres tú, ya mi deseo es uno en su fin. Pero si a veces te presentas como el aire o la luz, fuera de ti no deseo, ni vivo y estoy ciego. Megalomanía del amor. Qué delirio de grandeza puede igualarte. O deseo de su sola grandeza, de su solo brillo. En tu deseo todas las formas reprimidas, exaltadas, demenciales, absurdas se resuelven y se hacen ( ... tivas). Crece la realidad y por primera vez la muerte no existe. Carta II a Antonio Acosta, 1939.
En cuanto a La tortuga ecuestre, tampoco pudo ser publicada en su momento debido a que no se logró completar el número de suscriptores, pese a que se anunciaba que saldría con una portada de Manuel Álvarez Bravo, siendo finalmente lanzado en 1957 por Coyné. En México, solo logró publicar Chateau de Grisou (1942) y Lettre d'amour (1943), sus únicos poemarios publicados en vida. Hubo otro libro que Moro escribió en México: Pierre de Soleils, que quizás inspiró el título del más famoso poema de Octavio Paz.
En 1940, organizó con el pintor Wolfgang Paalen y el escritor André Breton la Cuarta Exposición Internacional del Surrealismo para la Galería de Arte Mexicano. Moro escribió el prólogo donde dice que el "Surrealismo es la palabra mágica del siglo". 
Luego de su ruptura con Antonio, Moro tuvo otras parejas en México, aunque ninguna relación fue de larga duración, retornando a Lima en 1948. Dicho año empezó a trabajar como profesor en el Colegio Militar Leoncio Prado, donde fue maestro de francés del novelista peruano Mario Vargas Llosa. En 1955, culminó una de sus obras principales, Amour à mort. 
El 10 de enero de 1956 muere víctima de leucemia. André Coyné continuó con la labor de recopilación, edición y difusión de sus obras.

## Estilo
Para Moro la poesía es una experiencia vital. La obra de Moro es un gesto poético más dentro de su propia vida. Su encuentro con el surrealismo en Francia marca gran parte de estilo. Entre sus referentes más notables se encuentran Francis Picabia y Pablo Picasso en el ámbito de la pintura, mientras que Benjamin Péret, André Breton y Paul Éluard lo influenciaron en la literatura. En sus obras, Moro trama una relación entre el amor y la locura como el pilar de su razones de ser: la liberación individual y la liberación del ser humano por medio de la imaginación y del sueño. En su reseña del libro Trajectoire du Rêve de André Breton, Moro se refiere a estos temas como parte de la poesía:
En el sueño y por el sueño deben resolverse los problemas capitales del hombre: el amor, la locura: es decir: la poesía, la revolución.
Al ser un hombre apasionado y disconforme con los convencionalismos, su vida no estuvo libre de escándalos y, siempre siguiendo su propia ética, continuó la búsqueda de una verdad lejos de la que le presentaba el mundo que le rodeaba, mezclando temas como la irrisión de la existencia y el mundo con la fuerza del deseo. Una clara muestra de esto es su obra más famosa, La tortuga ecuestre, un conjunto de trece poemas en los que Moro profundiza en la atracción de los sentidos en un mundo en el que solo puede existir liberándolo de su carga terrenal, el amor, la posesión corporal y la pasión.
En el gran contacto del olvido
a ciencia cierta muerto
tratando de robarte a la realidad
al ensordecedor rumor de lo real
levanto una estatua de fango purísimo
de barro de mi sangre
de sombra lúcida de hambre intacto
de jadear interminable.

La tortuga ecuestre, 1938
Su estilo cambiaría con el tiempo y su regreso a Perú, dando paso a una escritura de carácter menos desenfrenado y surrealista. Sobre esto, Coyné sostiene:
Los dos textos en que Moro ratifica su ruptura con el surrealismo ortodoxo son de 1944 y 1945, cuando la publicación del número 4 de VVV y del nuevo libro de Breton Arcane 17 (Arcano 17). Durante años, Moro había confundido surrealismo y poesía. En adelante, antepodrá la poesía al surrealismo, o mejor dicho desistirá de aplicarle cualquier canon, reconociéndola al margen de toda calificación.

## Obra

### Poética
- La tortuga ecuestre, su único libro en castellano (escrita en 1938 y publicada en 1957)
- Cartas (1939);
- Lettre d'amour (1939);
- El castillo de Grisú (1941);
- L'homme du paradisier et autres textes (1944);
- Trafalgar Square (1954);
- Amour à mort (1955).

### Prosa
- Los anteojos de azufre (1958). La mayoría de su obra en prosa recogida por André Coyné.

### Teatro
- Escribió solo una pieza teatral llamada "El ojo de gallo", obra de cinco páginas que ha sido representada dos veces en Lima bajo la dirección de Rubén Quiroz.